# GW170814

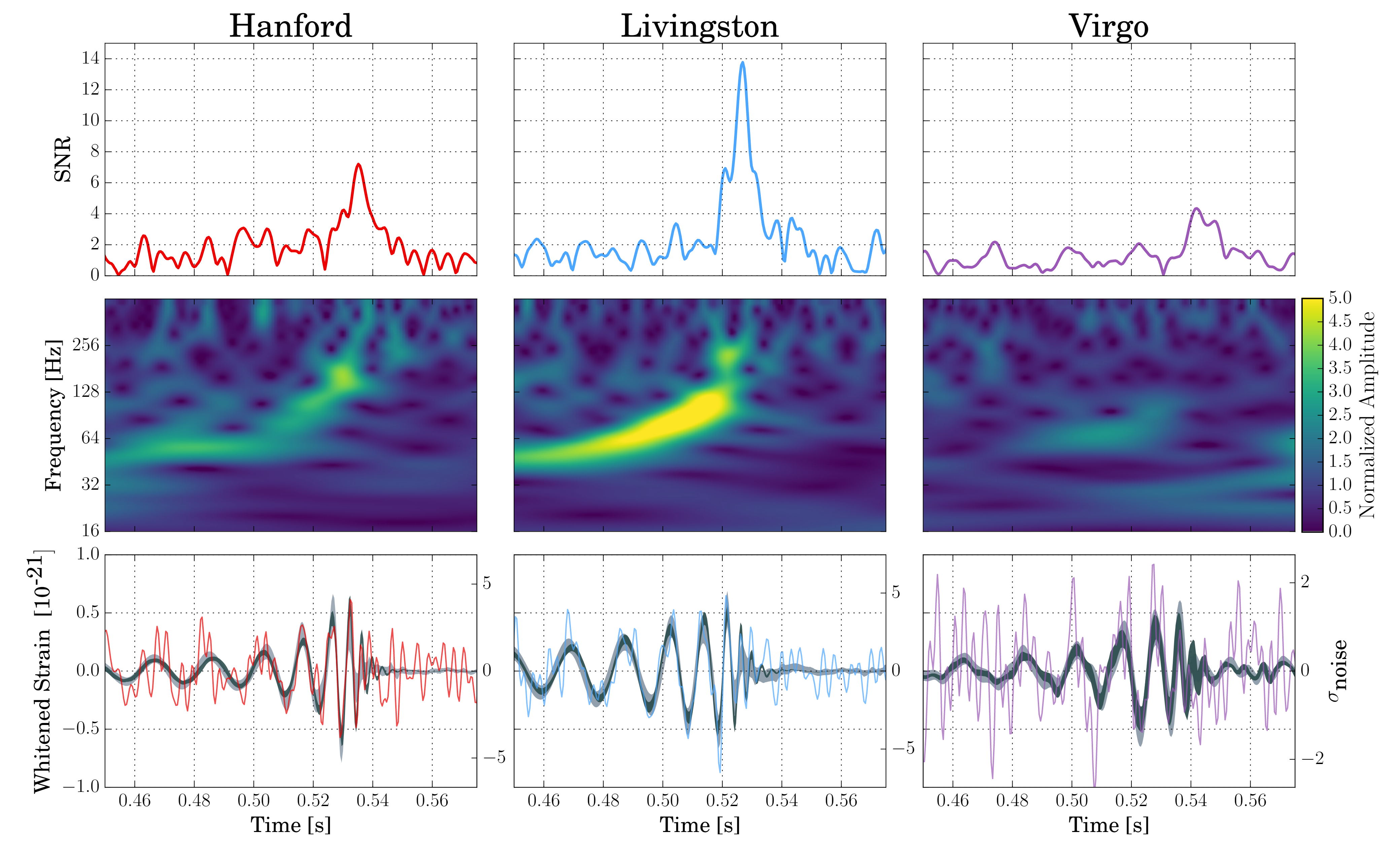
観測されたGW170814のシグナル

GW170814は、2017年8月14日にLIGOとVirgo干渉計が検出した2つのブラックホールの融合に由来する重力波である。2017年9月27日、LIGOとVirgoの共同チームがシグナルの検出を発表し、GW150914、GW151226、GW170104に続く4例目の重力波の検出となった。LIGOとVirgoの両方が連星ブラックホールの融合を検出したのは初めてのことであった。

## シグナルの検出

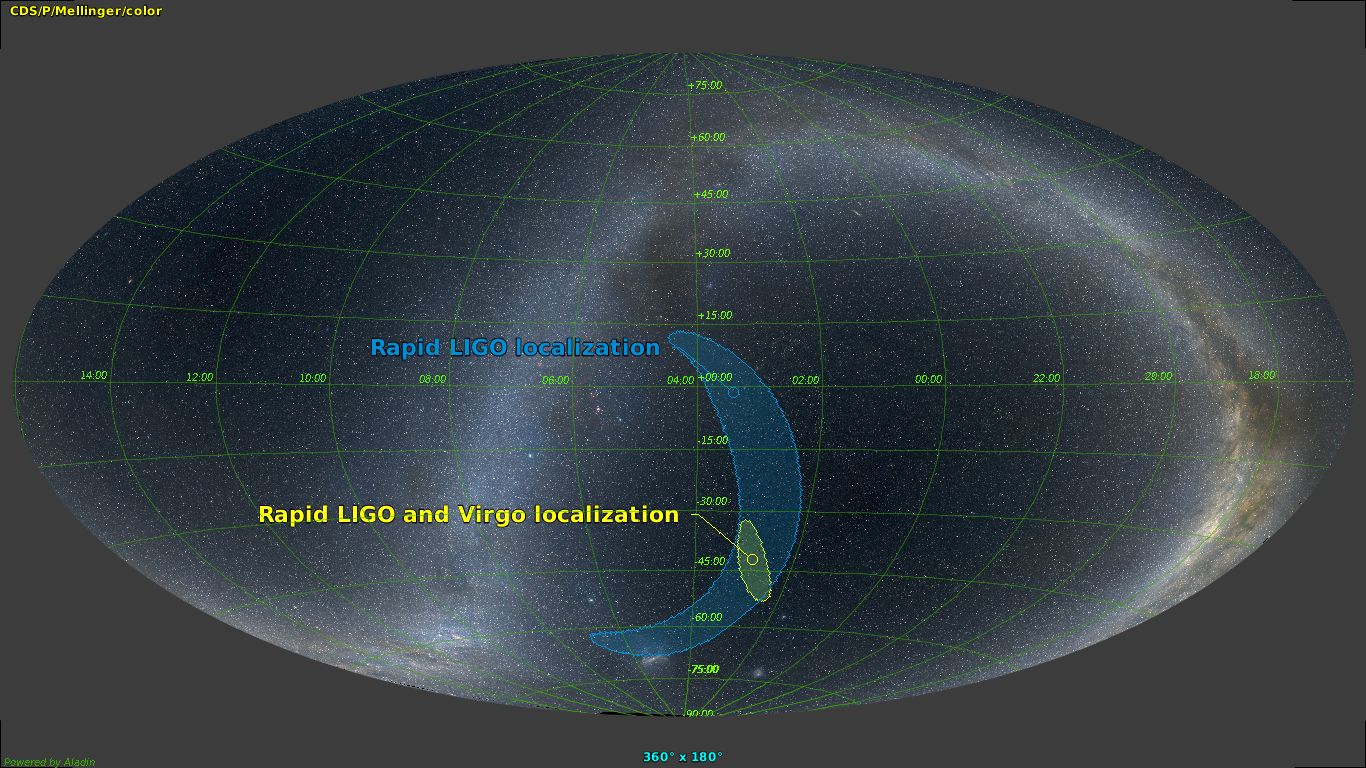
GW170814の推定位置

シグナルは、10:30:43(UTC)に検出された。リビングストン検出器が最初にシグナルを捕らえ、その8ミリ秒後にハンフォード検出器、14ミリ秒後にVirgoがシグナルを受信した。3つ全ての検出器が検出したことにより、非常に正確な放出源の推定ができ、90%の信頼性でちょうど60deg2の領域に同定できた。

## 天体物理学的な放出源
分析により、このシグナルは、地球から540+130
−210メガパーセクの距離で太陽質量の30.5+5.7
−3.0倍と25.3+2.8
−4.2倍の連星ブラックホールが融合した結果、放出されたものであることが示された。融合で生じたブラックホールの質量は53.2+3.2
−2.5太陽質量で、2.7+0.4
−0.3太陽質量が重力エネルギーとして放射された。GW170814のピーク光度は、3.7+0.5
−0.5Wであった。

## 一般相対性理論との関係
一般相対性理論は、重力波はテンソル様の偏光を持つと予測する。3つの検出器での検出により、この偏光の強い実験的証拠が得られた。